# Frédéric Brando
Frédéric Brando (Cannes, 8 novembre 1973) è un ex calciatore francese, di ruolo centrocampista.